# Emil von Wolff
Emil Theodor Wolff, ab 1870 von Wolff, (* 30. August 1818 in Flensburg; † 26. November 1896 in Stuttgart) war ein deutscher Agrikulturchemiker und Direktor der Landwirtschaftlichen Akademie Hohenheim.

## Werdegang
Während seines Studiums in Kiel wurde er Mitglied der Burschenschaft Teutonia zu Kiel.
Wolff lehrte ab 1847 unter Ernst Theodor Stöckhardt in einem privaten landwirtschaftlichen Institut in Brösa und war Gründungsdirektor der ersten landwirtschaftlichen Versuchsstation Deutschlands in Leipzig-Möckern. Er lehrte von 1854 bis 1894 als Professor in Hohenheim und untersuchte den Nährstoffgehalt der Futter- und Düngemittel.
Wolff wurde 1870 mit dem Ritterkreuz erster Klasse des Orden der Württembergischen Krone ausgezeichnet, welches mit dem persönlichen Adelstitel (Nobilitierung) verbunden war. 1881 erhielt er die Krone zum Ritterkreuz.

## Werke (Auswahl)
- Quellen-Literatur der theoretisch-organischen Chemie, 1845 (archive.org)
- Die chemischen Forschungen auf dem Gebiete der Agricultur und Pflanzenphysiologie, 1847 (books.google.de)
- Praktische Düngerlehre, 1868. 18. Auflage, 1926. (books.google.de)
- Die landwirthschaftlich-chemische Versuchsstation Hohenheim, 1871 (archive.org)
- Aschen-Analysen von landwirthschaftlichen Producten, Fabrik-Abfällen und wildwachsenden Pflanzen. 1871 (archive.org)
- Rationelle Fütterung der landwirtschaftlichen Nutztiere. 7. Auflage. 1899.